# Las orejas del lobo
Las orejas del lobo es una obra de teatro de Santiago Moncada, estrenada en 1980.

## Argumento
Irene es una mujer cínica y desencantada. Su marido, enfrascado en su carrera política, se ha distanciado de ella e Irene se refugia en sus amantes. Intenta seducir a su primer novio, ahora sacerdote. Hasta que recibe el chantaje del maestro del pueblo. Indignada, lo cuenta todo al marido, que sin embargo, pone fin al matrimonio.

## Estreno
- Teatro Lara, Madrid, 30 de septiembre de 1980. 
  - Dirección: Cayetano Luca de Tena.
  - Escenografía: Emilio Burgos.
  - Intérpretes: Teresa Rabal, Manuel Tejada, Antonio Iranzo, Miguel Ayones.